# Подмосковные дачи (платформа)
Подмоско́вные да́чи — остановочный пункт Рижского направления Московской железной дороги в Шаховском районе Московской области, бывший остановочный пункт 149 км (переименован в 2024 году).
Вблизи платформы находятся деревня Стариково, садоводческое товарищество «Москвич», коттеджный посёлок «Ганновер». Районный центр — Шаховская — расположен в пяти километрах от платформы.
Этот остановочный пункт расположен на однопутном электрифицированном участке. Платформа боковая, единственная высокая, рассчитанная на приём 12-вагонного состава, расположена в кривой. Находится с южной стороны от пути. На платформе обустроены навес и кассовый павильон. Кассы не работают. Турникетами не оборудована.
На платформе останавливаются только пригородные электропоезда. Экспресс-электропоезда на/из стороны Москвы на платформе не останавливаются.
В 1990 году остановочный пункт имел короткую деревянную низкую платформу. В 1991 году, перед началом движения электропоездов до Шаховской, была возведена высокая платформа.